# Joseph-Nicolas Robert-Fleury

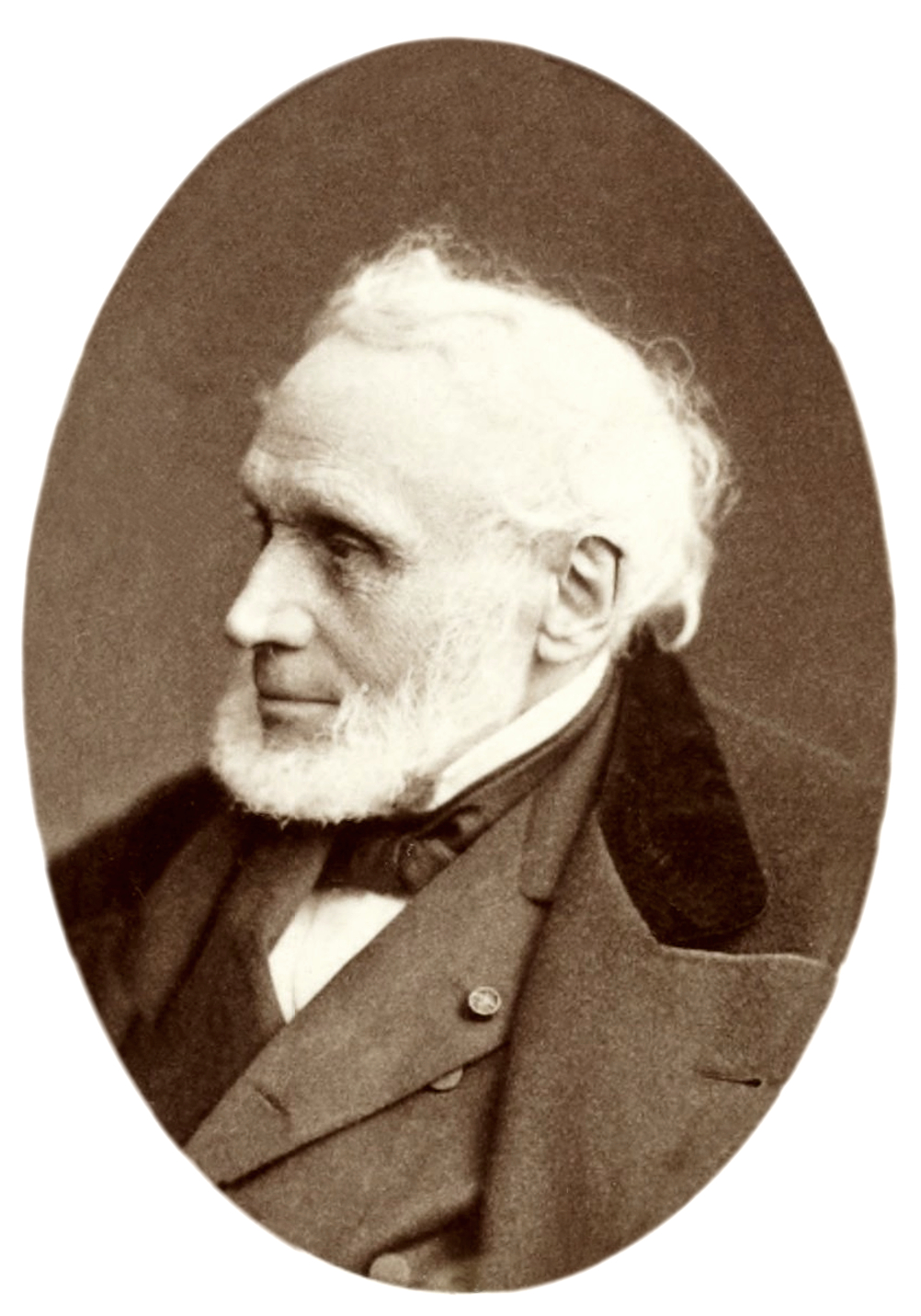
Joseph-Nicolas Robert-Fleury

Joseph Nicolas Robert-Fleury (Keulen, 8 augustus 1797 - Parijs, 5 mei 1890) was een Duits-Frans kunstschilder.
Zijn zoon, Tony Robert-Fleury, was ook kunstschilder.
Fleury werd door zijn familie naar Parijs gestuurd. In 1816 ging hij in de leer bij Horace Vernet en later bij Anne-Louis Girodet, waar hij zich verder bekwaamde gedurende vier jaar. Daarna studeerde hij nog korte tijd bij Antoine-Jean Gros. Na een rondreis doorheen Italië en Nederland keerde hij terug naar Frankrijk. Hij kwam gedurende dezerondreis onder de invloed van de kunst van de Renaissance en de Klassieke Kunst, maar toch gaf hij de voorkeur aan de Romantische stijl. Hij exposeerde voor het eerst in de Parijse salon in 1824. Zijn reputatie werd pas drie jaar later definitief gevestigd. 
Hij werd in 1846 opgenomen in het Legioen van Eer.
In 1850 volgde hij François Granet op als lid van de Académie des Beaux-Arts. In 1855 werd hij docent en vanaf 1863 directeur van de École des Beaux Arts. In het daarop volgende jaar vertrok hij naar Rome en werd er directeur van Académie de France.
Hij bleef verder exposeren in het Salon van Parijs tot 1867.

## Oeuvre

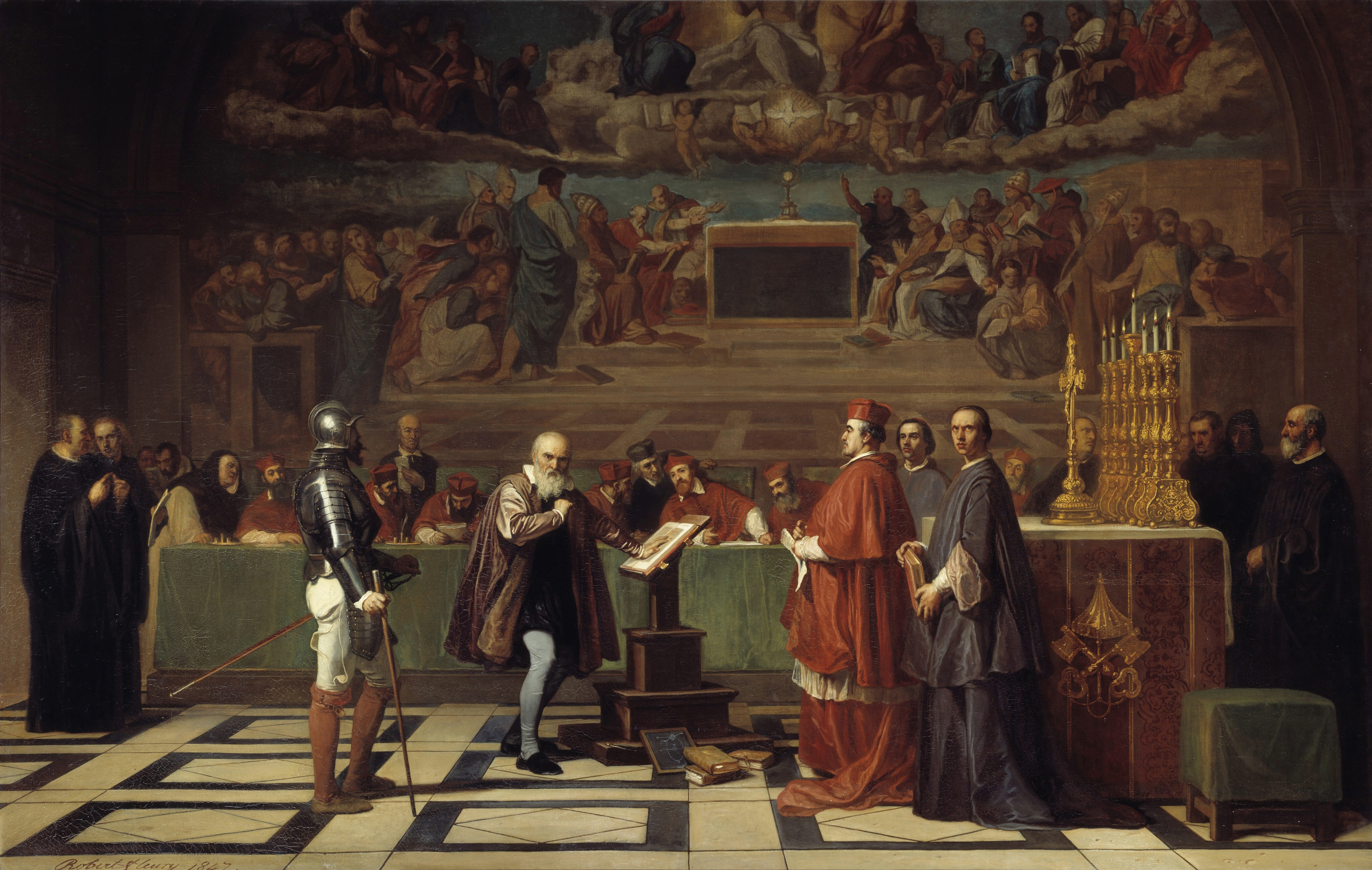
Galileo Galilei voor de inquisitie, door Robert-Fleury

Hij muntte uit in gedetailleerde historische taferelen met onderwerpen als rechtszaken ("Galileo voor de Inquisitie in het Vaticaan", (1847) ) en moordpartijen (De moord op "Hendrik IV in het Louvre", (1836) ) . Hij schilderde eveneens een aantal Bijbelse taferelen en werken gebaseerd op die van grote schilders uit het verleden.
Zijn historische werken getuigen van een gelouterd romantisme. Veel van zijn schilderijen werden gereproduceerd. Men kan ze dikwijls terugvinden in geschiedenisboeken uit die tijd, zoals de "Triomfale intocht van Clovis in Tours" (1837).
Een aantal van zijn belangrijkste werken zijn:
- Lecture chez Mme de Sévigné (1836)
- Henri IV au Louvre après son assassinat (1836)
- Entrée triomphale de Clovis à Tours, 508 (187), Kasteel van Versailles
- Le colloque de Poissy (1840), museum van Luxemburg
- Les enfants de Louis XVI au Temple (1840)
- Marino Faliero
- An Autodafé
- Galilée devant le Saint-Office au Vatican, geëxposeerd in 1847
- Réception de Christophe Colomb par la cour d’Espagne à Barcelone, Louvre
- Les derniers moments de Montaigne (1853)

## Musea
Zijn werken worden vertoond in talrijke musea zoals in Bayonne, Lyon, Nantes, Rouen en Toulouse. Het Condé museum in Chantilly heeft twee portretten in bezit.